# Asimina parviflora
Asimina parviflora (Michx.) Dunal – gatunek rośliny z rodziny flaszowcowatych (Annonaceae Juss.). Występuje endemicznie w Stanach Zjednoczonych – w Alabamie, Arkansas, Georgii, Luizjanie, Teksasie, Karolinie Północnej, Karolinie Południowej, Missisipi, Wirginii oraz na Florydzie. 

## Morfologia
PokrójZimozielone małe drzewo lub krzew dorastający do 6 m wysokości. Młode pędy są pokryte kutnerem.
LiścieMają kształt od odwrotnie owalnego do odwrotnie lancetowatego. Mierzą 6–15 cm długości. Nasada liścia jest klinowa. Liść na brzegu jest wygięty. Wierzchołek jest ostry lub spiczasty. Ogonek liściowy jest nagi i dorasta do 5–10 mm długości.
KwiatyZebrane w pęczkach. Rozwijają się w kątach pędów. Mają kasztanową barwę, rzadziej żółtą. Mierzą 10–17 mm  średnicy. Działki kielicha mają trójkątnie deltoidalny kształt i dorastają do 4–7 mm długości, są owłosione od wewnętrznej strony. Płatki zewnętrzne mają kształt od owalnego do podłużnego, osiągają do 10–15 mm długości, są owłosione, wierzchołek jest wykrzywiony, natomiast wewnętrzne są mniejsze, mają owalny kształt i są silnie wykrzywione. Kwiaty mają 5–7 słupków.
OwoceŻółtozielonkawe jagody, które tworzą owoc zbiorowy. Osiągają 3–6 cm długości.

## Biologia i ekologia
Rośnie w zaroślach oraz na nieużytkach, na glebach piaszczystych i aluwialnych. Występuje na wysokości do 7 m n.p.m..